# Ambatoharanana (Vavatenina)
Ambatoharanana est une commune urbaine malgache située dans la partie sud de la région d'Analanjirofo.